# Хасан Арбакеш
«Хасан Арбакеш» — советский полнометражный чёрно-белый художественный фильм, поставленный на киностудии «Таджикфильм» в 1965 году режиссёром Борисом Кимягаровым Даниилом Храбровицким.

## Сюжет
О столкновении двух культур, двух миров — традиционной таджикской культуры и новой, вторгающейся в нее, советской... 
По мотивам одноименной поэмы Мирзо Турсун-заде о формировании самосознания таджикского дехканина в 20-30-е годы. Много пришлось передумать и испытать бедному дехканину Хасану, прежде чем он сумел осмыслить происшедшие в жизни перемены, понять, что старые традиции и обычаи канули в прошлое. Согнутый нуждой и бесправием, он нашел в себе силы выступить против басмачей.

## В ролях
- Бимболат (Бибо) Ватаев — Хасан
- Миассара Аминова — Содаф
- Гурминдж Завкибеков — Полван
- Мукаррама Камалова — Зейнаб
- Махмуджан Вахидов — Раджаб
- Д. Баронов — Шавкат
- Марьям Исаева — тётка
- Георгий Строков — выступающий на митинге
- Насыр Хасанов — Насыр
- Мухаммеджан Касымов — дядя
- Юрий Киреев — водитель забуксовавшей машины
- Махмуд Тахири — зведующий магазином
- Асли (Аслиддин) Бурханов — начальник ссоциальной службы
- София Туйбаева — активистка
- Усман Салимов — сводник
- Хайдар Шаймарданов — парикмахер (в титрах указан как — Ш. Мардонов)
- Владимир Буяновский — приятель Шавката и Раджаба (в титрах указан как — Б. Буяновский)

### В эпизодах
- Бурхон Раджабов
- Амон Кадыров
- Сановбар Бакаева
- Абдулло Гафаров
- Наимджон Гиясов
- Шамси Джураев
- Хайри Усманова
- Нозукмо Шомансурова
- Зухра Хасанова
- К. Мирзоев
- З. Мирзатов
- Х. Одинаев
- Ф. Умаров
- Б. Хамидов

## Съёмочная группа
- Режиссёр — Борис Кимягаров
- Сценаристы — Мирзо Турсун-заде, И. Филимонова
- Главный оператор — Александр Григорьев
- Композитор — Тофик Кулиев
- Художники — Иван Тартынский, Е. Гришин